# Arabiska mästerskapet i fotboll
Arabiska mästerskapet i fotboll, från 2021 officiellt FIFA Arab Cup, är en fotbollsturnering för länder i arabvärlden, som anordnades av UAFA, 2021 tog Fifa över arrangemanget. Första mästerskapet spelades 1963 i Libanon.

## Nationer
| - AFC - Bahrain - Förenade arabemiraten - Irak - Jemen - Jordanien - Kuwait - Libanon - Oman - Palestina - Qatar - Saudiarabien - Syrien | - Caf - Algeriet - Djibouti - Egypten - Komorerna - Libyen - Marocko - Mauretanien - Somalia - Sudan - Tunisien |

## Resultat
| År   | Värdnation   | Vinnare      | Tvåa         | Trea                    | Fyra                  |
| ---- | ------------ | ------------ | ------------ | ----------------------- | --------------------- |
| 1963 | Libanon      | Tunisien     | Syrien       | Libanon                 | Kuwait                |
| 1964 | Kuwait       | Irak         | Libyen       | Kuwait                  | Libanon               |
| 1966 | Irak         | Irak         | Syrien       | Libyen                  | Libanon               |
| 1985 | Saudiarabien | Irak B       | Bahrain      | Saudiarabien            | Qatar                 |
| 1988 | Jordanien    | Irak         | Syrien       | Egypten                 | Jordanien             |
| 1992 | Syrien       | Egypten      | Saudiarabien | Kuwait                  | Syrien                |
| 1998 | Qatar        | Saudiarabien | Qatar        | Kuwait                  | Förenade arabemiraten |
| 2002 | Kuwait       | Saudiarabien | Bahrain      | Jordanien · Marocko U23 |                       |
| 2012 | Saudiarabien | Marocko      | Libyen       | Irak                    | Saudiarabien          |
| 2021 | Qatar        | Algeriet     | Tunisien     | Qatar                   | Egypten               |

## Mesta arabiska mästare
| Vinster | Nation       | År(tal)                |
| ------- | ------------ | ---------------------- |
| 4       | Irak         | 1964, 1966, 1985, 1988 |
| 2       | Saudiarabien | 1998, 2002             |
| 1       | Egypten      | 1992                   |
| 1       | Tunisien     | 1963                   |
| 1       | Marocko      | 2012                   |
| 1       | Algeriet     | 2021                   |

## Anmärkningslista
1. ↑  Även  Sydsudan har deltagit, i kvalspelet till mästerskapet 2021, trots att man inte är en del av arabvärlden.